# Bernard de Combret
Pour les articles homonymes, voir Combret (homonymie).
Bernard Polge de Combret, plus connu sous le nom Bernard de Combret, né à Paris le 27 octobre 1942, est un homme d'affaires français. Ancien vice-président du groupe Total, il est actuellement consultant international dans le domaine de l'énergie.

## Parcours
Diplômé de l'École polytechnique (1963) et ancien élève de l'École nationale d'administration (promotion Jean-Jaurès), Bernard de Combret entre en 1969 au ministère des Affaires étrangères où il est chargé des questions nucléaires internationales.
En 1971, il rejoint la direction du Trésor au ministère de l'Économie et des Finances, bureau des affaires monétaires européennes, avant d'être nommé attaché financier auprès de l'ambassade de France à Washington .
En 1978, il entre dans le groupe Elf en étant nommé directeur des relations internationales. En 1980, il rejoint la direction du trading et devient en 1983 Directeur du trading et des transports maritimes. Il est à l’origine du développement de la division trading du  groupe pétrolier. Il entre au comité de direction général du groupe Elf Aquitaine en 1992. En 1993, tout en conservant la responsabilité de la direction du trading, il devient Directeur Général du raffinage et de la distribution du groupe. En 1996 il est aussi nommé vice-président du comité exécutif de la société Cepsa (Madrid).
En 2000, après la fusion entre TotalFina et Elf, Bernard de Combret est nommé vice-président du comité exécutif du groupe TotalFinaElf, ainsi que Directeur général pour les activités de trading, de transports maritimes, le gaz et les énergies nouvelles .
Toujours en 2000, il contribue au lancement d’IntercontinentalExchange, Total devenant ainsi l’un des premiers utilisateurs de cette plateforme électronique, devenue leader mondial .
En 2002 il prend sa retraite du groupe Total et devient consultant international dans le domaine de l’énergie. À ce titre, il conseille plusieurs sociétés nationales de pays producteurs ainsi que de plusieurs fonds d’investissements. Il exerce également le rôle d’expert ou d’arbitre dans des arbitrages internationaux. Il est nommé administrateur indépendant dans plusieurs conseils d’administration de sociétés pétrolières ou d’ingénierie.
Bernard de Combret est aujourd'hui consultant international dans le domaine du pétrole, du gaz et des énergies nouvelles. À ce titre, il a conseillé plusieurs sociétés nationales de pays producteurs ainsi que plusieurs fonds d'investissements et a exercé le rôle d'expert ou d'arbitre dans des arbitrages internationaux.

## Engagements
En 2007, il est nommé administrateur puis président (en 2010) du conseil de la Fondation OESO (organisation mondiale d’études sur les maladies de l’œsophage), fondation de droit privé sans but lucratif pour améliorer l’efficacité des systèmes de santé par télé-enseignement. Cette fondation a été reconnue par l’UNESCO qui a créé une chaire de télémédecine correspondante.

## Mandats sociaux
Bernard de Combret a été  administrateur de Renault Véhicules Industriels, l’Office Général de l'Air, Eurotradia, Intercontinental Exchange, Banco Santander Central Hispano, Institut français de relations internationales (IFRI), AXA Ré.
Il a aussi été administrateur de Petrofac Ltd, Maurel et Prom, Madagascar Oil, Toreador Resources, Totsa, administrateur puis président du conseil d’administration de Coastal Energy, Vernes Gestion SA. Il est actuellement administrateur de Calvalley Petroleum (depuis 2011) et Milio International (depuis 2013) .

## Autres fonctions
Depuis 2000, Bernard de Combret est membre du conseil consultatif de Grupo Santander. Il est également membre de l’Oxford Energy Policy Club et du Geneva Petroleum Club.
De 2008 à fin 2010 il a été membre du conseil des affaires étrangères .

## Décorations
- Chevalier de la Légion d’honneur
- Chevalier de l’ordre national du Mérite
- Chevalier du Mérite Agricole

## Sources
1. ↑  Elf Bernard de COMBRET, Les Échos, 8 octobre 1993
2. ↑  TotalFina-Elf choisit ses nouveaux dirigeants, Les Échos, 23 septembre 1999
3. ↑  31st International Bürgenstock Meeting in Interlaken, BurgenStock, 8 septembre 2010
4. ↑  Toreador Announces Appointments of New Independent Director, Chief Financial Officer, and Commercial Director, Business Wire, 16 septembre 2009
5. ↑  Arrêté du 7 avril 2008 portant nomination au conseil des affaires étrangères, LegiFrance Gouv, 22 avril 2008